# アンドリュー・T・椿
アンドリュー・T・椿（Andrew Takahisa Tsubaki、1931年11月29日 - 2009年12月16日）は、アメリカ合衆国の演劇学者。カンザス大学名誉教授。

## 人物・経歴
東京生まれ。1954年東京学芸大学学芸学部卒業。1958年にアメリカ合衆国に移住し、サスカチュワン大学大学院留学を経て、1961年テキサスクリスチャン大学大学院修了、M.F.A.。1967年イリノイ大学アーバナ・シャンペーン校Ph.D.。
1968年からカンザス大学で助教として教鞭を執り、同教授などを経て、同名誉教授。2004年平塚市国際交流協会理事長感謝状受賞。2007年にカンザス・シティ・マリオット・カントリー・クラブ・プラザで開催された新年会において瑞宝小綬章を授与された。

## 主著
- (2009). “Review of Encyclopedia of Asian Theatre”. Asian Theatre Journal 26 (1):  168–170. ISSN 0742-5457.
- (2007). “Suehirogari (The Fan of Felicity)”. Asian Theatre Journal 24 (1):  1–18. ISSN 0742-5457.
- (1971). “Zeami and the Transition of the Concept of Yūgen: A Note on Japanese Aesthetics”. The Journal of Aesthetics and Art Criticism 30 (1):  55–67. doi:10.2307/429574. ISSN 0021-8529.
- (1988). “Review of After Apocalypse: Four Japanese Plays of Hiroshima and Nagasaki”. World Literature Today 62 (1):  182–183. doi:10.2307/40144255. ISSN 0196-3570.
- (1984). “Review of The Noh Theatre: Principles and Perspectives”. World Literature Today 58 (3):  476–476. doi:10.2307/40139606. ISSN 0196-3570.
- (1981). “Review of Kabuki Encyclopedia: An English-Language Adaptation of Kabuki Jiten.”. Monumenta Nipponica 36 (3):  355–357. doi:10.2307/2384449. ISSN 0027-0741.